# Zarza la Mayor
Pour les articles homonymes, voir Zarza et Mayor.
Zarza la Mayor est une commune de la province de Cáceres dans la communauté autonome d'Estrémadure en Espagne.

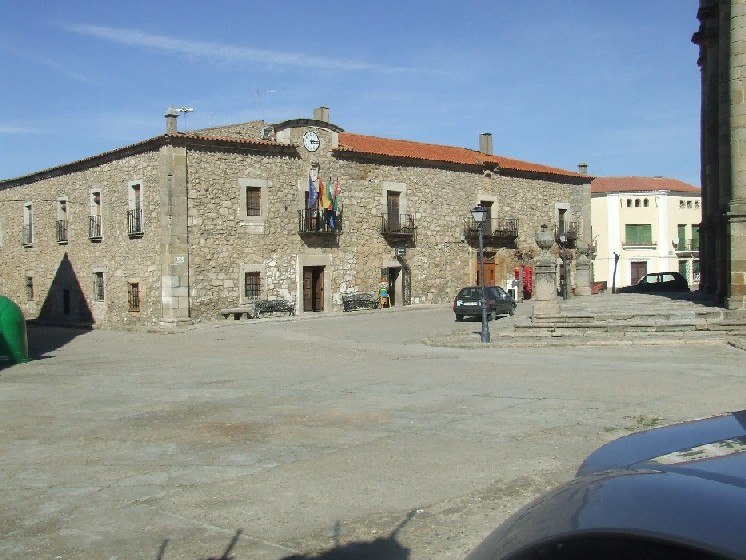
La mairie.

## Culture et patrimoine

### Monuments
- Château de Benavente (es)[note 1] qui a appartenu aux chevaliers de l'ordre du Temple.
- Château de Bernardo (es) appelé également château de Las Moreras[note 2], qui a également appartenu aux Templiers (1166).
- Château de Peñafiel (es) dit aussi de Racha-Rachel, siège d'une ancienne commanderie de l'ordre d'Alcántara fondée au XIIIe siècle.